# Geografie Řecka
Řecko je země Balkánu v jihovýchodní Evropě, která na severu sousedí s Albánií, Severní Makedonií a Bulharskem a na východě s Tureckem. Na východě je obklopena Egejským mořem, na jihu Krétským a Libyjským mořem a na západě Jónským mořem, které odděluje Řecko od Itálie.
Země je tvořena horami, poloostrovní pevninou vybíhající do Středozemního moře na nejjižnějším cípu Balkánu a ze dvou vyčnívajících menších poloostrovů, Chalkidiki a Peloponésu, který je s pevninou propojen Korintskou šíjí. Řecko má také mnoho ostrovů různých velikostí, největšími jsou Kréta, Euboia, Lesbos, Rhodos, Chios, Kefalonia a Korfu; mezi menší ostrovy patří Dodekany a Kyklady. Podle CIA World Factbook má Řecko 13 676 kilometrů pobřeží, nejdelší pobřeží v oblasti Středozemního moře.
Zeměpisná šířka Řecka se pohybuje od 35° severní šířky do 42° severní šířky a zeměpisná délka od 19° východní délky do 28° východní délky. V důsledku toho a jeho fyzické geografie se různé části země výrazně liší klimatickými podmínkami.

## Fyzická geografie
Řecko se nachází v jižní Evropě mezi Albánií a Tureckem, hraničí s Jónským a Středozemním mořem. Je to poloostrovní země se souostrovím asi 3 000 ostrovů.
Jeho celková rozloha je 131 957 km², z čehož je rozloha souše 130 647 km² a vodní plochy (jezera a řeky) představují 1 310 km². Pozemní hranice s Albánií (212 km), Bulharskem (472 km), Severní Makedonií (234 km) a Tureckem (192 km) celkem měří přibližně 1 110 km. Z celkového území země je 83,33 % nebo 110 496 km² pevnina a zbytek 16,67 % nebo 21 461 km² tvoří ostrovy. Rozloha řecké výlučné ekonomické zóny je 505 572 km².
Délka řeckého pobřeží 13 676 km.
Řecko je z 80 % hornaté. Pohoří Pindos se rozkládá napříč středem země ve směru severozápad-jihovýchod s maximální nadmořskou výškou 2 637 m.
Olymp je nejvyšší hora v Řecku, 7. nejvyšší a 9. nejprominentnější hora kontinentální Evropy (spolu s Gerlachovským štítem a včetně Großglockneru jako samostatné hory), s výškou 2 918 m n. m. Pohoří Rodopy tvoří hranici mezi Řeckem a Bulharskem; tato oblast je pokryta rozsáhlými a hustými lesy.
Nejnižší bod Řecka je hladina moře.
Roviny se nacházejí ve východní Thesálii, ve střední Makedonii a v Thrákii.

### Krajní body Řecka
Krajními body Řecka jsou:
- Sever: vesnice Ormenio (41°45′41″ N, 26°13′15″ E)
- Jih: ostrov Gavdos (34°48′11″ N, 24°07′25″ E)
- Východ: ostrov Strongyli (36°06′17″ N, 29°38′39″ E)
- Západ: ostrov Othoni (39°51′11″ N, 19°22′41″ E)

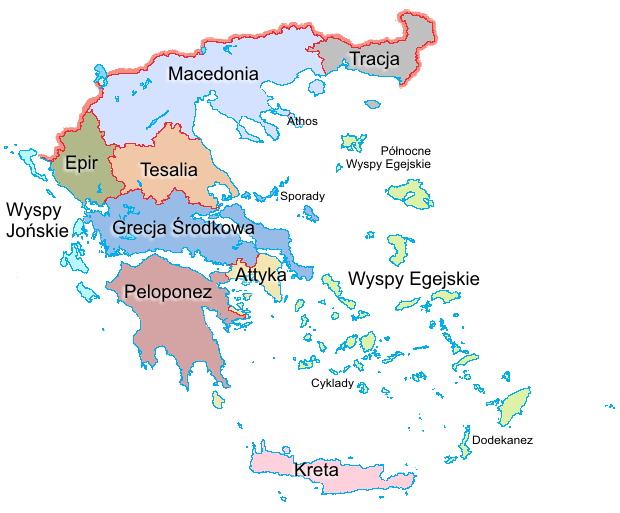
Regiony Řecka

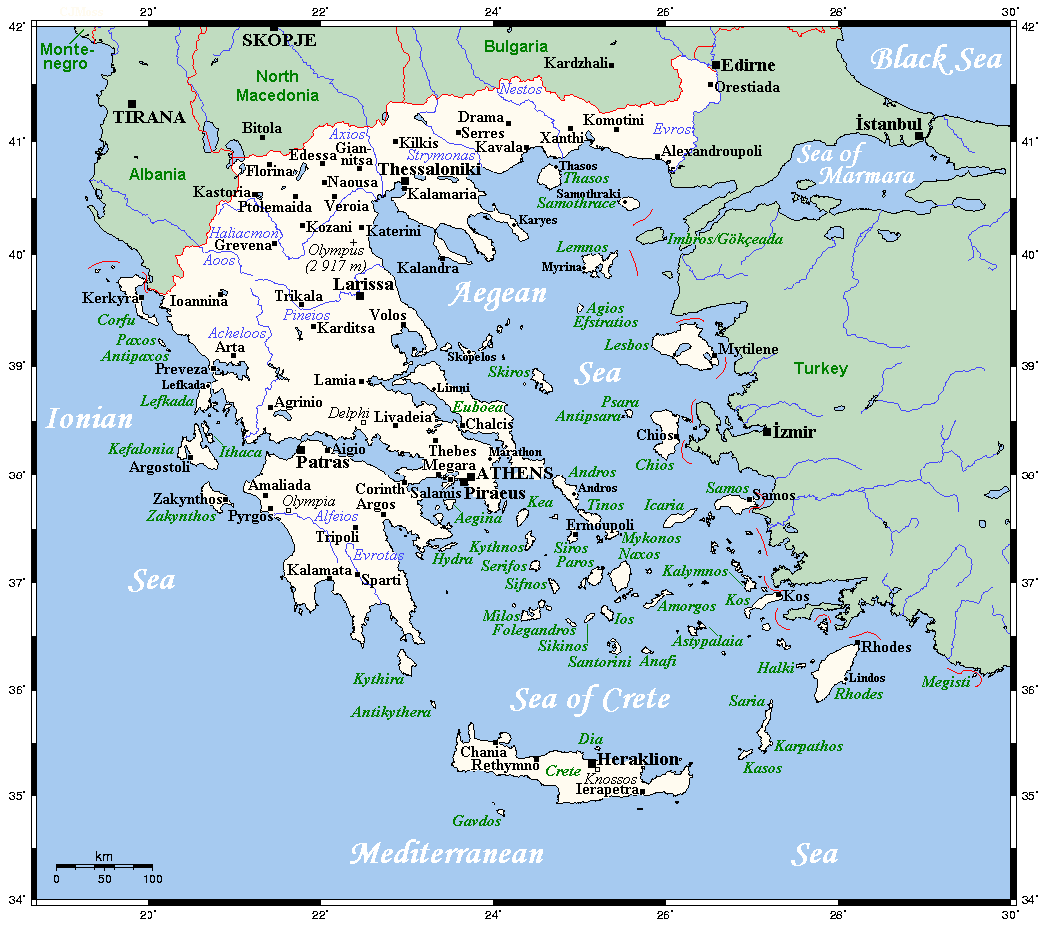
Řecká velkoměsta, významná města, hlavní řeky, ostrovy a vybraná archeologická naleziště.

### Pevnina
Řeckou pevninu tvoří nejjižnější část Balkánského poloostrova, ze které vyčnívají dva další menší poloostrovy: Chalkidiki a Peloponés. Na severu země jsou regiony Makedonie a Thrákie. Na jihu se pevnina zužuje a nacházejí se zde regiony Epirus, Thesálie a Střední Řecko, kde se nachází kraj Attika a hlavní město Athény. Dále na jih je menší poloostrov Peloponés Korintským a Saronským zálivem oddělen od zbytku řecké pevniny, se kterou je ale spojen Korintskou šíjí.
Řecká pevnina pokrývá asi 80 % celého území a je převážně hornatá. Největší pohoří Řecka je pohoří Pindos, jižní prodloužení Dinarských Alp, které tvoří páteř řecké pevniny. Odděluje Epirus od Thesálie a Makedonie. Nejvyšší horou země je hora Olymp, která odděluje Thesálii od Makedonie. Její vrchol se tyčí do 2 918 m n. m., což z něj činí druhý nejvyšší na Balkánském poloostrově po hoře Musale v pohoří Rila.
Počet ostrovů se pohybuje mezi 1 200 a 6 000. V cestovních průvodcích je často uváděno číslo 1 425 ostrovů, z nichž je údajně 166 obydlených. Řecká organizace cestovního ruchu uvádí číslo 6 000, přičemž 227 z nich je obydlených. Paris Match však zvyšuje toto číslo na 9 841 ostrovů, z nichž pouze 169 má zaznamenanou nepřetržitou lidskou přítomnost.
Řecké ostrovy tvoří asi 20 % celkového území země a značně se liší velikostí i podnebím. Největším ostrovem země je Kréta, druhým největším je Euboia. Mezi další velké řecké ostrovy patří Rhodos a Lesbos v Egejském moři a Korfu a Kefalonie v Jónském moři. Mnoho menších řeckých ostrovů tvoří skupiny nebo řetězce, často nazývané souostroví, přičemž nejvýznamnějšími příklady jsou Kyklady a Sporady na jihu a ve středu Egejského moře.

#### Egejské
Ostrovy v Egejském moři se nacházejí mezi pevninským Řeckem na západě a severu, Anatolií na východě a ostrovem Kréta na jihu. Ostrovy jsou tradičně rozdělovány do sedmi skupin, od severu k jihu:

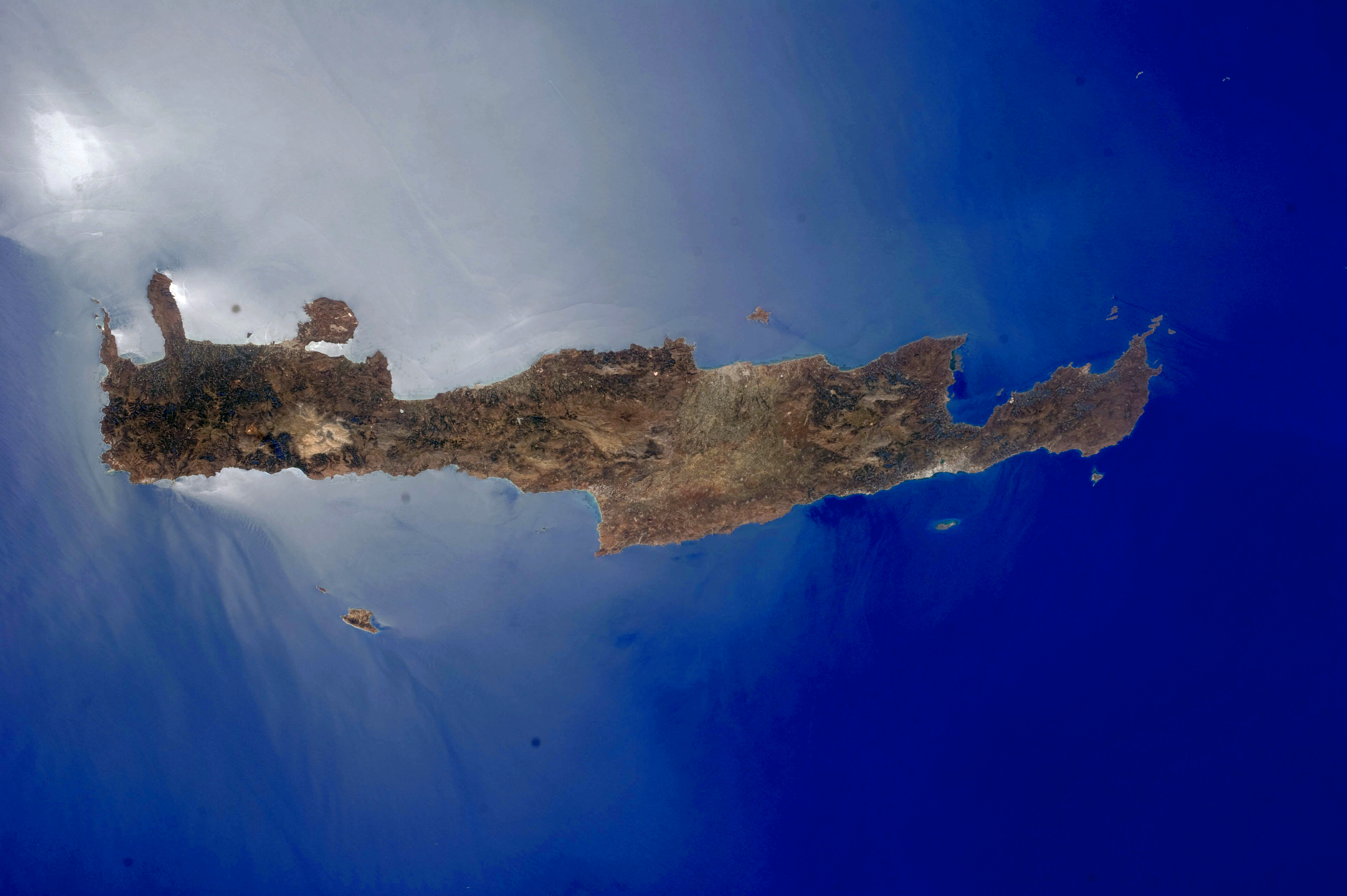
Fotografie Kréty od NASA

- Severní egejské ostrovy
- Sporady
- Euboia
- Saronské ostrovy
- Kyklady
- Dodekany (Jižní Sporady)
- Fotografie Kréty od NASAKréta

#### Jónské ostrovy
Jónské ostrovy jsou skupinou sedmi ostrovů. Šest severních ostrovů leží u západního pobřeží Řecka v Jónském moři. Druhý ostrov, Kythéra, leží u jižního cípu Peloponésu. Kythéra je součástí kraje Attika, nikoli Jónské ostrovy (Ionioi Nisoi). Jónské ostrovy se odlišují od historické oblasti Iónie, která je dnes součástí západního Turecka.

#### Kréta
Kréta je největším ostrovem Řecka a druhým největším ve východním Středomoří po Kypru. Ostrov je od východu na západ dlouhý 260 km a od severu k jihu 60 km v nejširším místě. Ostrov se zužuje v oblasti poblíž Ierapetry, kde je široký pouze 12 km. Kréta se rozkládá na ploše 8 336 km² s pobřežím dlouhým 1 046 km. Na severu je obklopena Krétským mořem; na jihu Libyjským mořem; na západě Myrtoanským mořem; a na východě Karpatským mořem. Leží asi 160 km jižně od řecké pevniny.

### Využívání půdy
- Orná půda: 19,71 %
- Trvalé plodiny: 8,95 %
- Ostatní: 71,37 % (odhad 2012)

Zavlažovaná půda: 15 550 km² (2007)

## Životní prostředí

Mapa zemětřesení v Řecku a přilehlých zemích 1900–2017

Řecko je převážně hornatá země s velmi dlouhým pobřežím, která je plná poloostrovů a ostrovů.
Podnebí se může pohybovat od polopouští po chladné horské lesy.
Mezi přírodní katastrofy, které se odehrávají v Řecku patří silná zemětřesení, záplavy, sucha a požáry. Mezi současné ekologické problémy v Řecku patří znečištění ovzduší a znečištění vody.

## Galerie

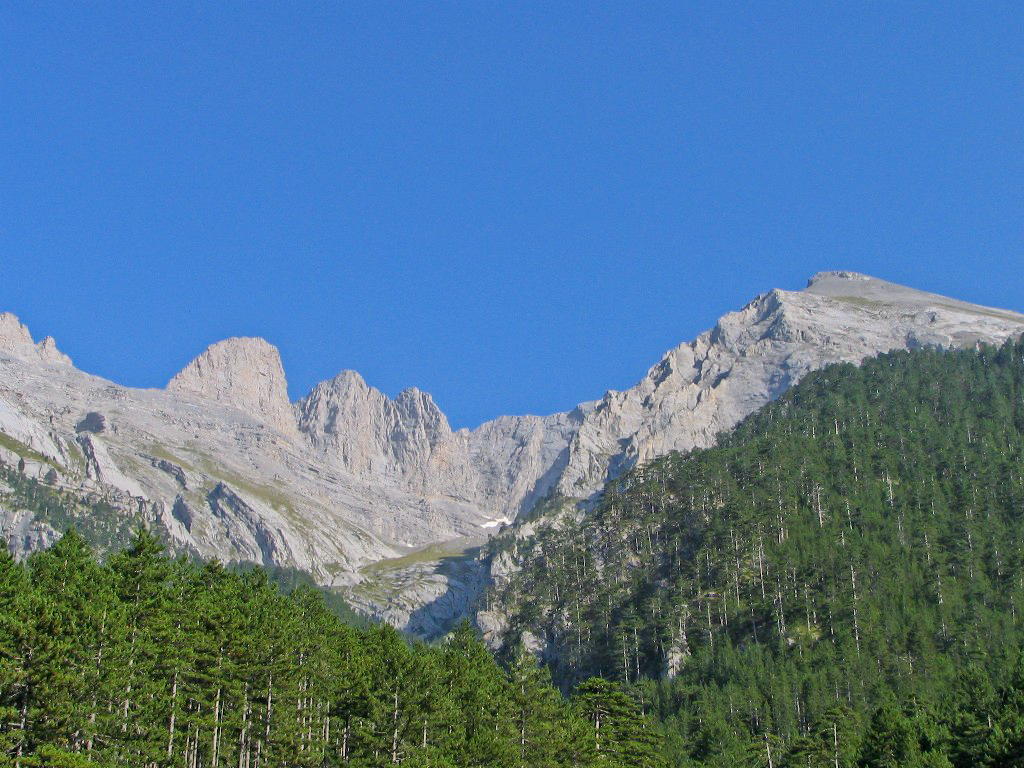
Olymp
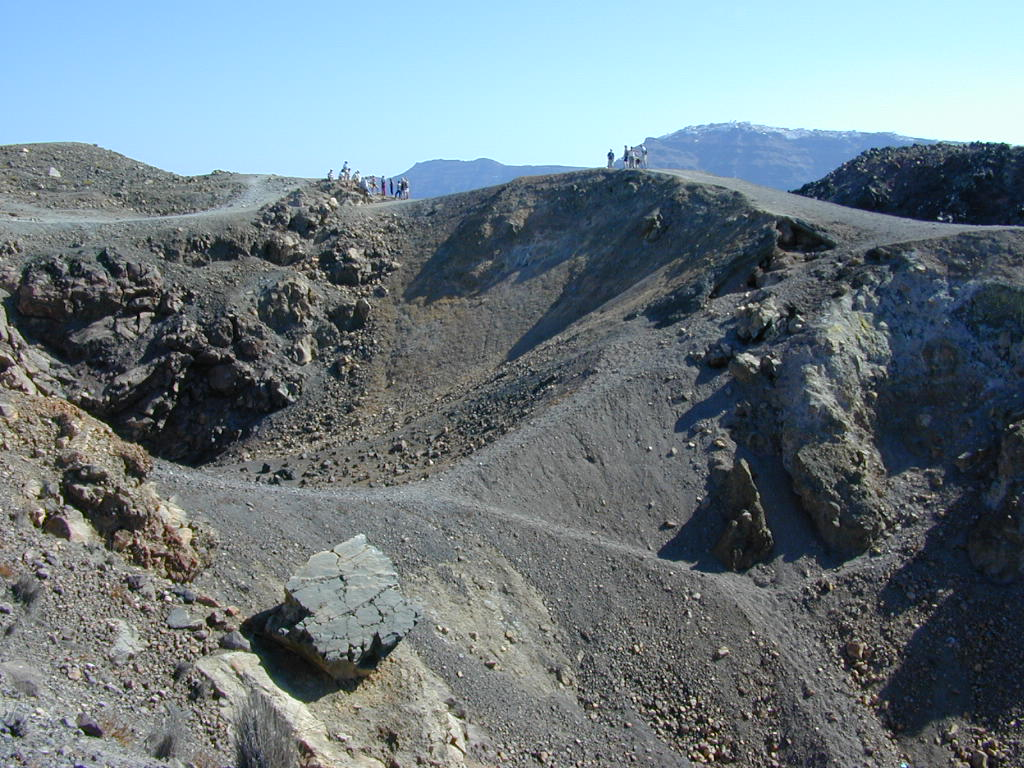
Sopečný kráter, Santorini
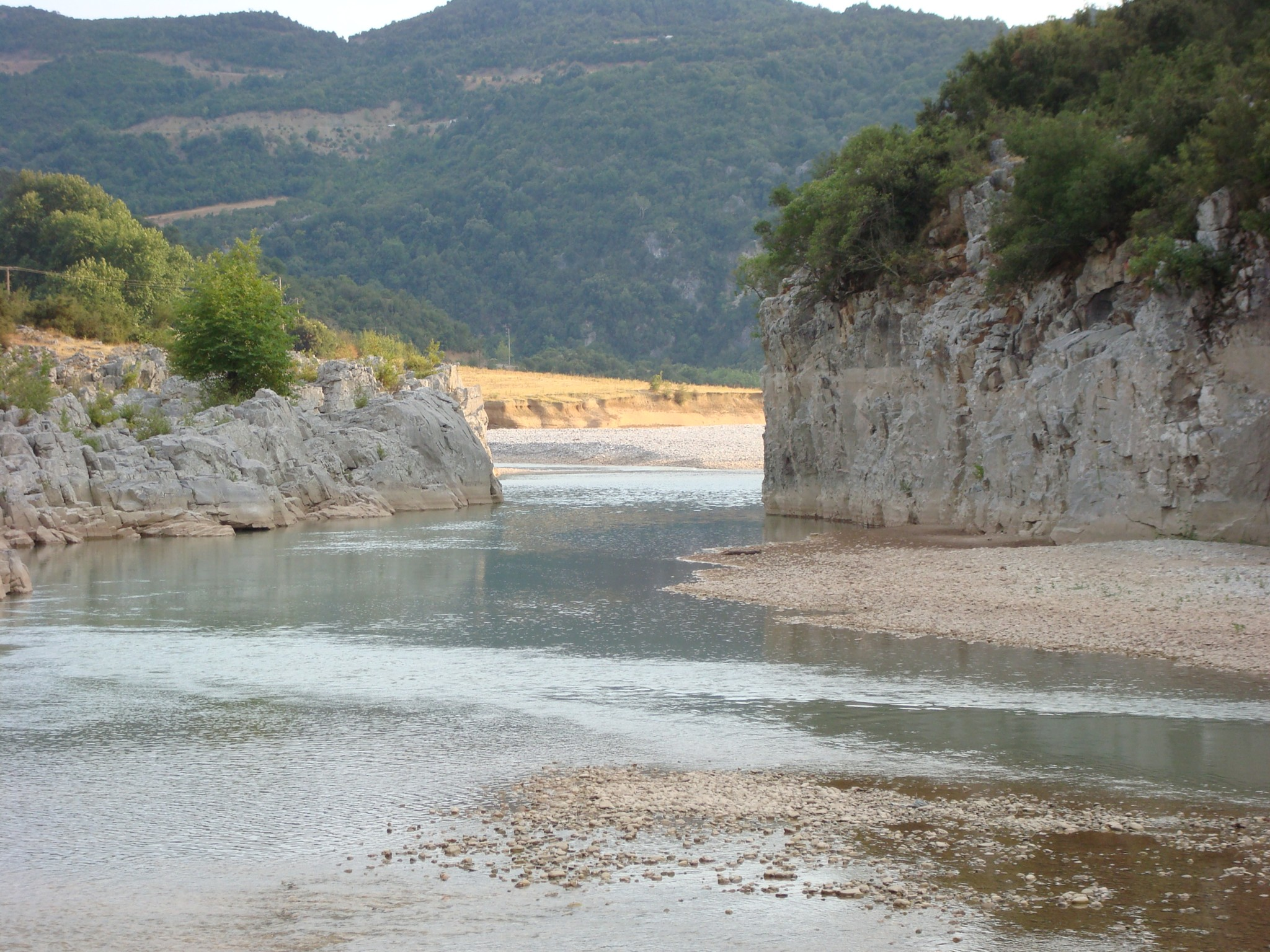
Řeka Achelóos
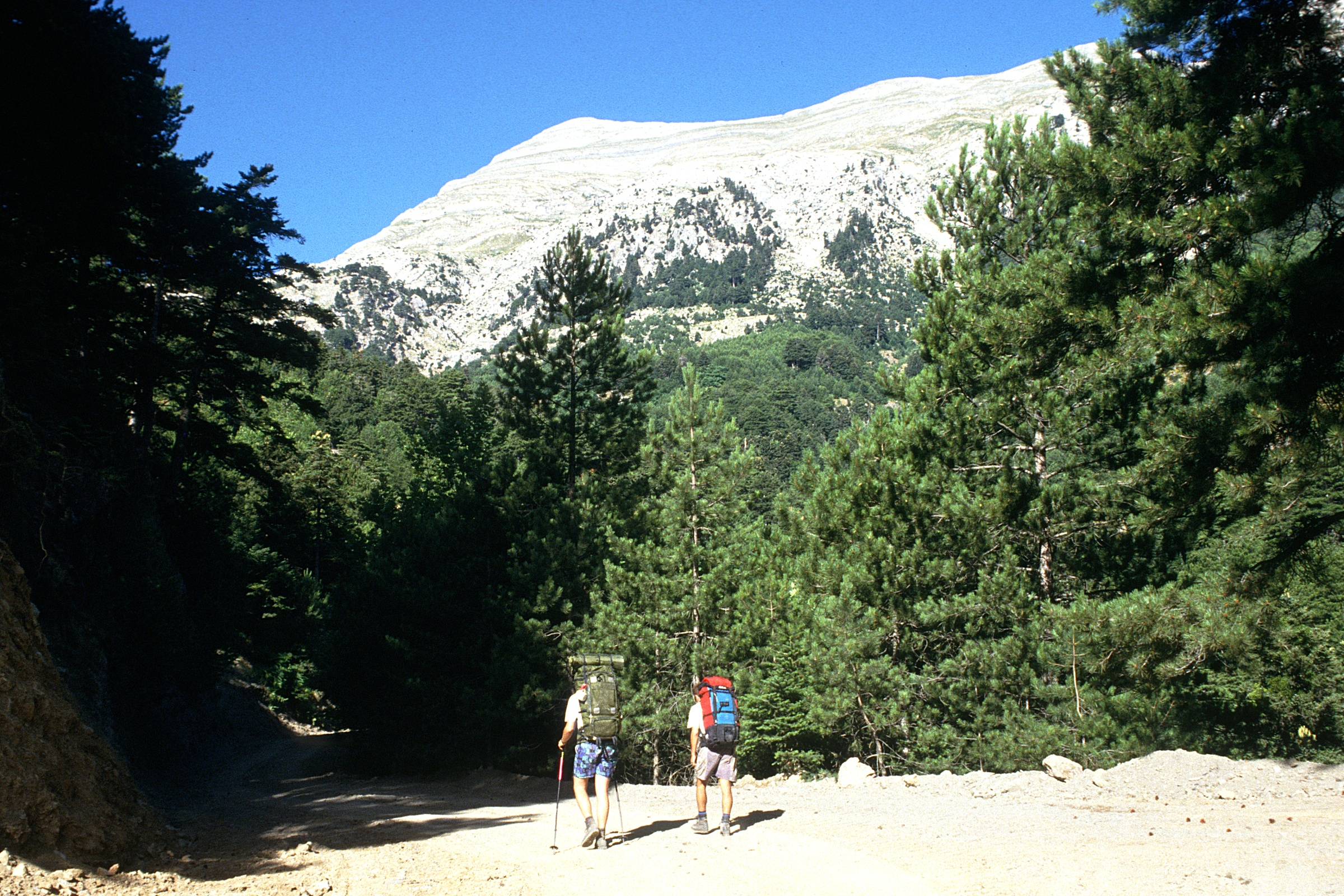
Taygetos (pohoří)
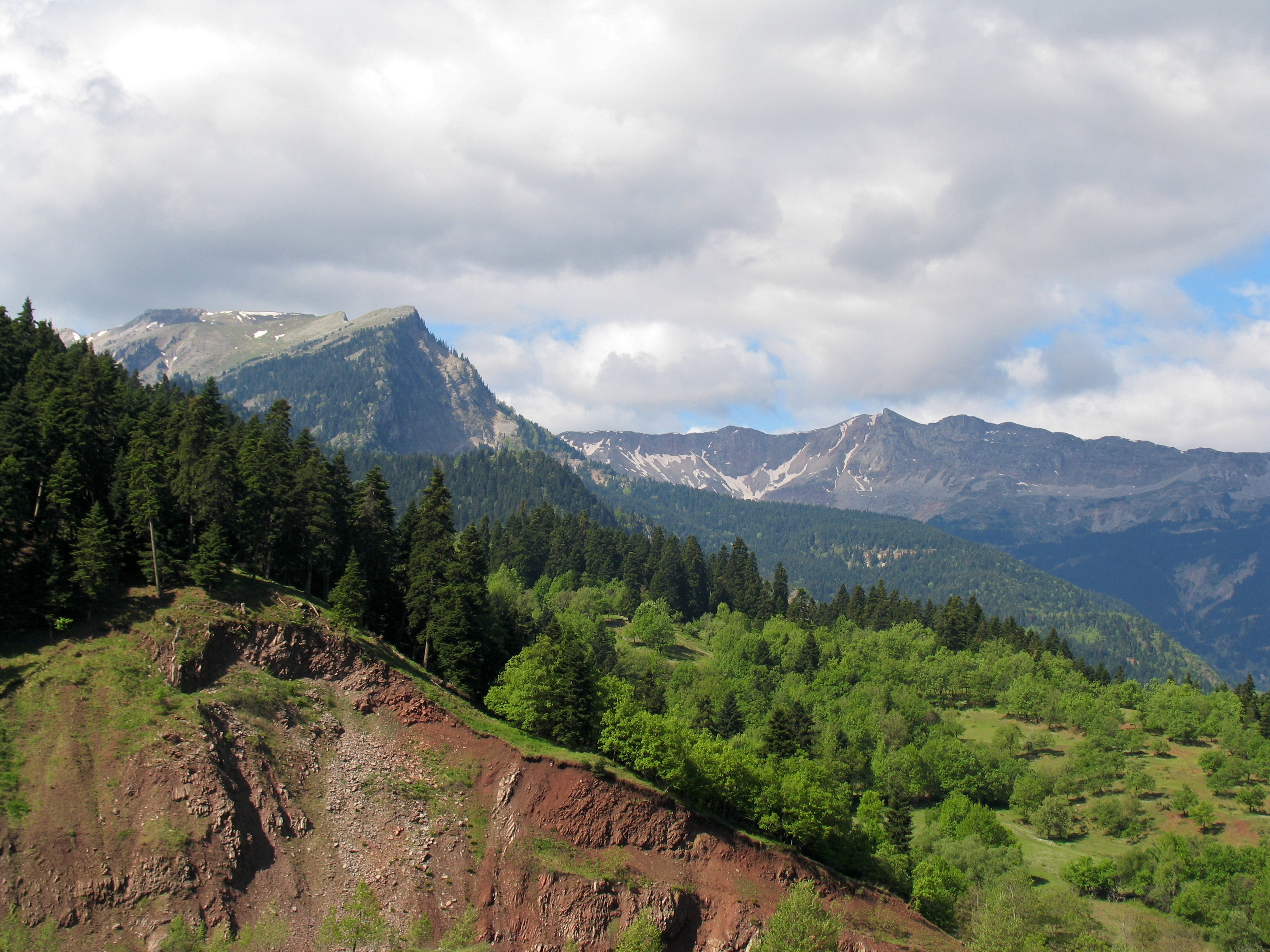
Národní park Pindos
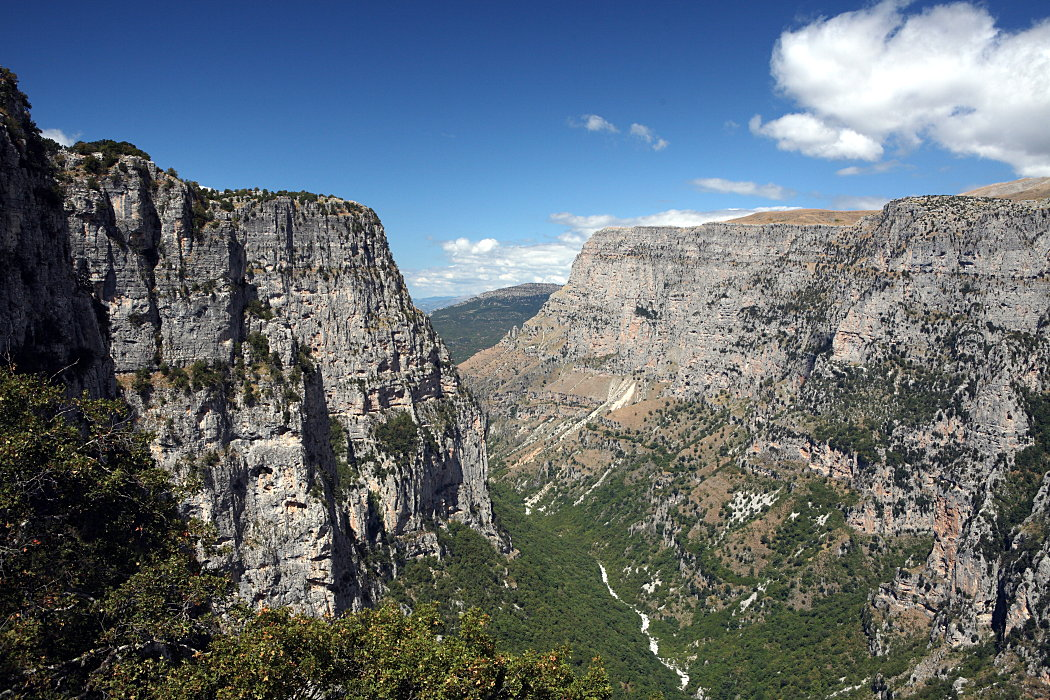
Národní park Vikos-Vjosa
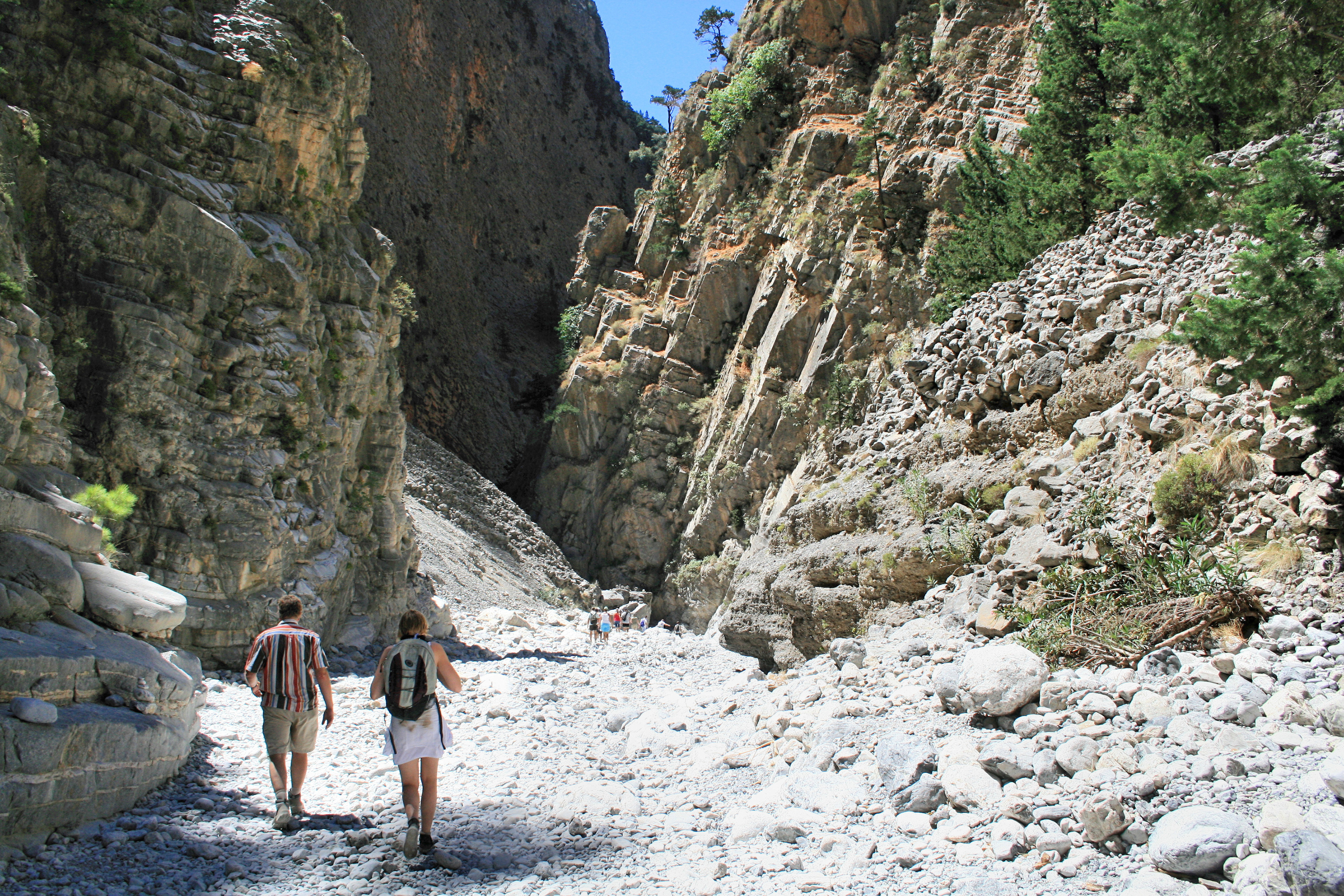
Soutěska Samaria
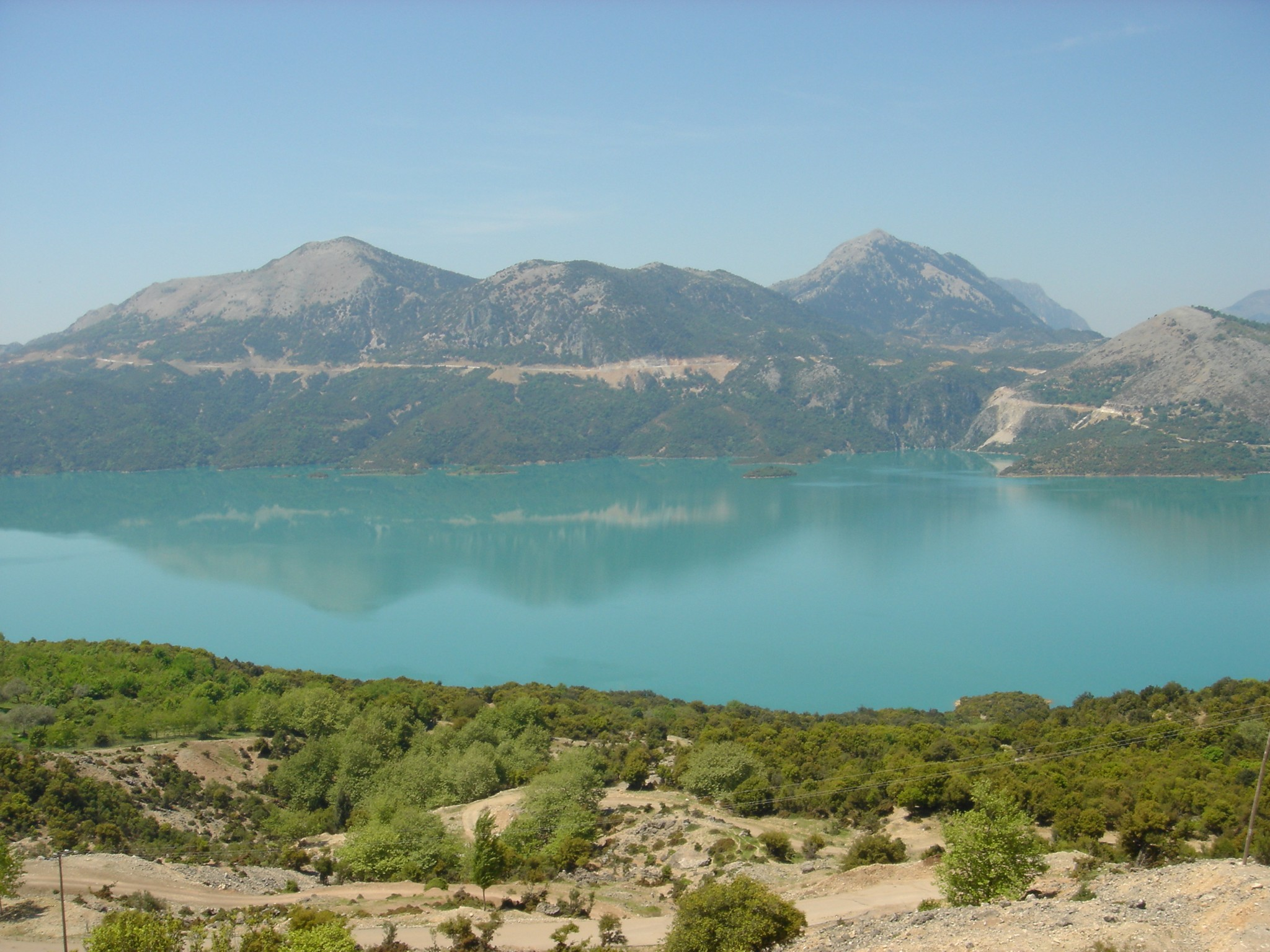
Jezero Kremasta
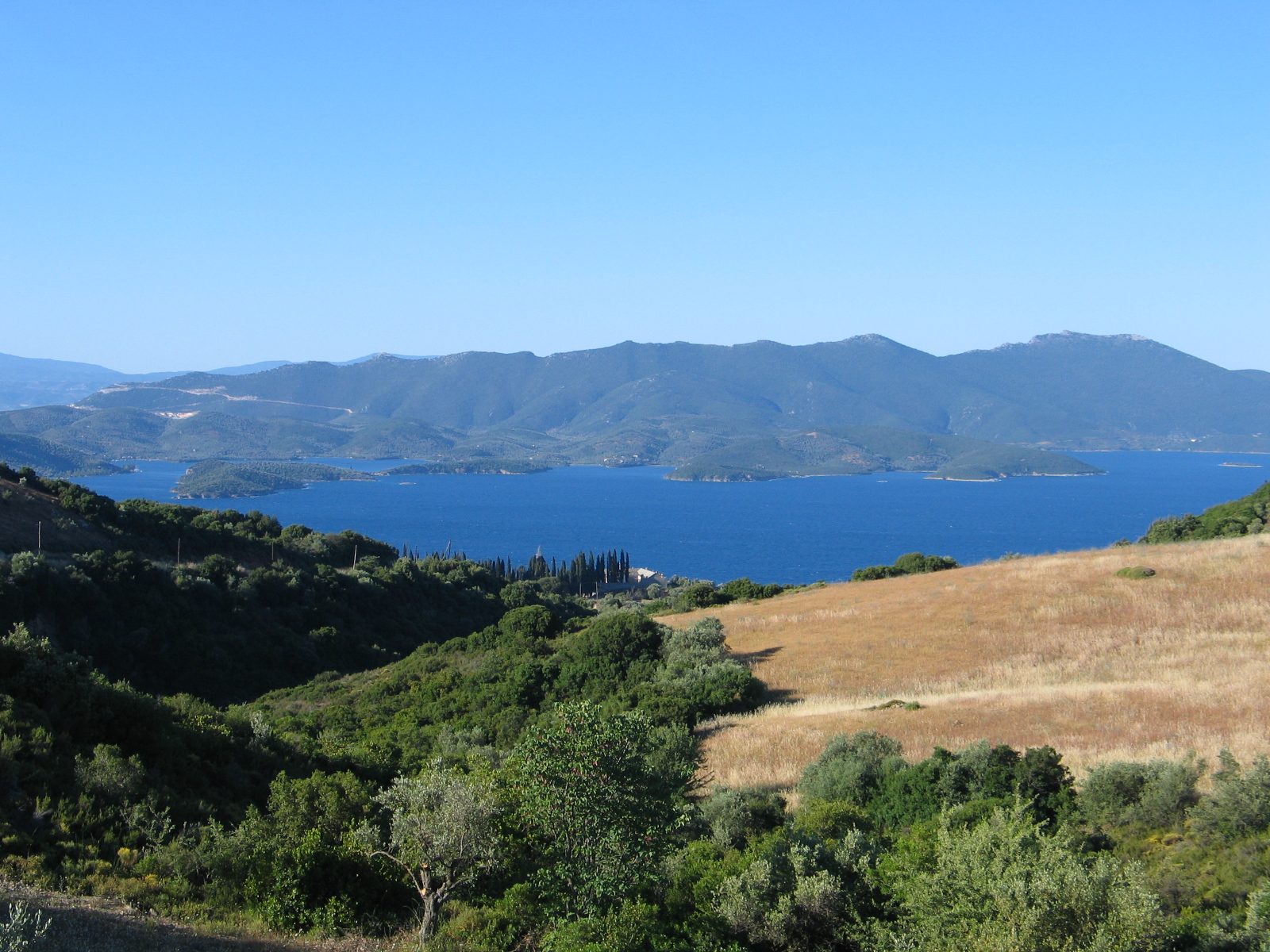
Hora Pelion
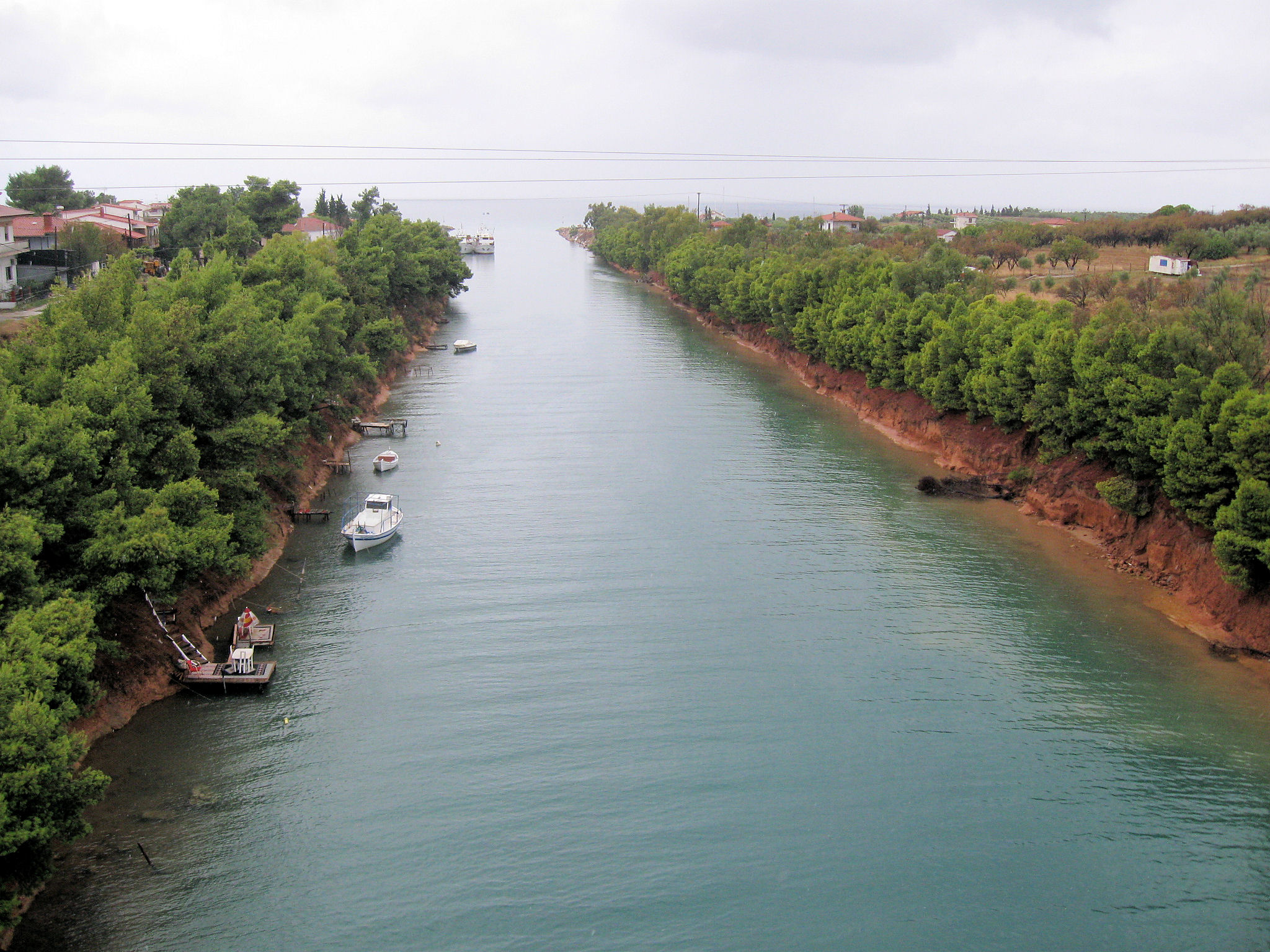
Kanál Potidea, Chalkidiki
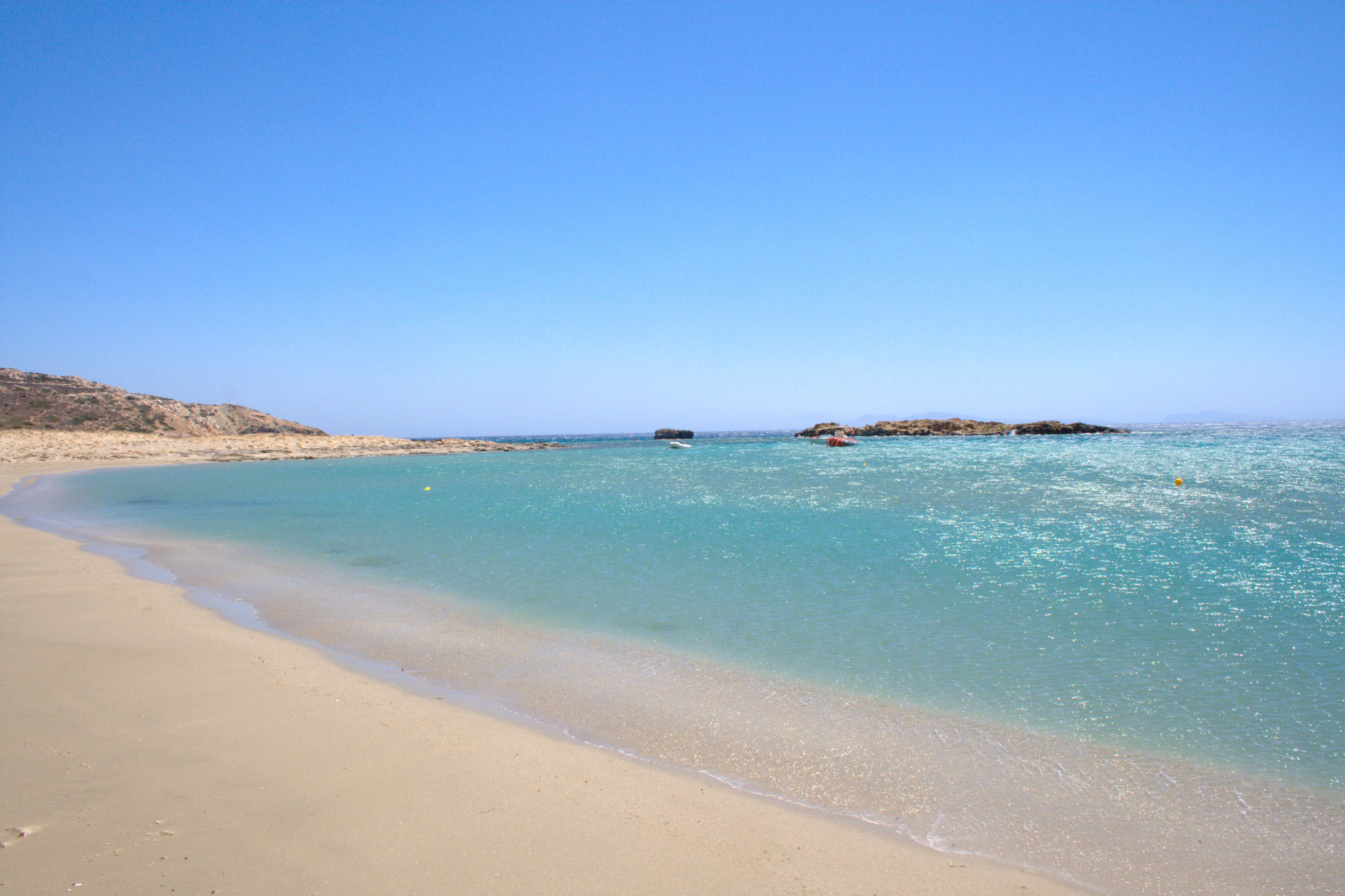
Pláž Manganari, Ios (ostrov)
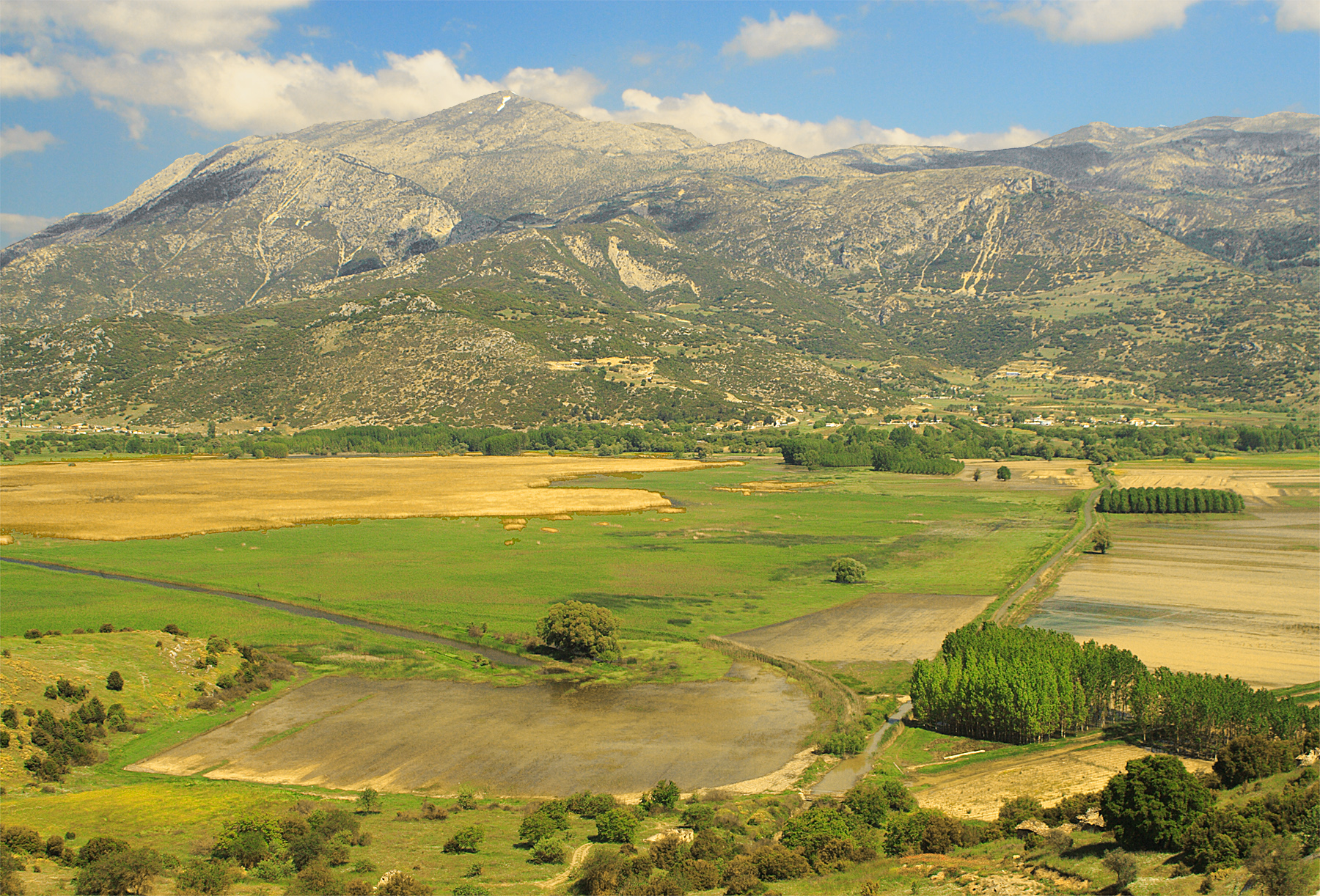
Stymfalia s horou Kyllini
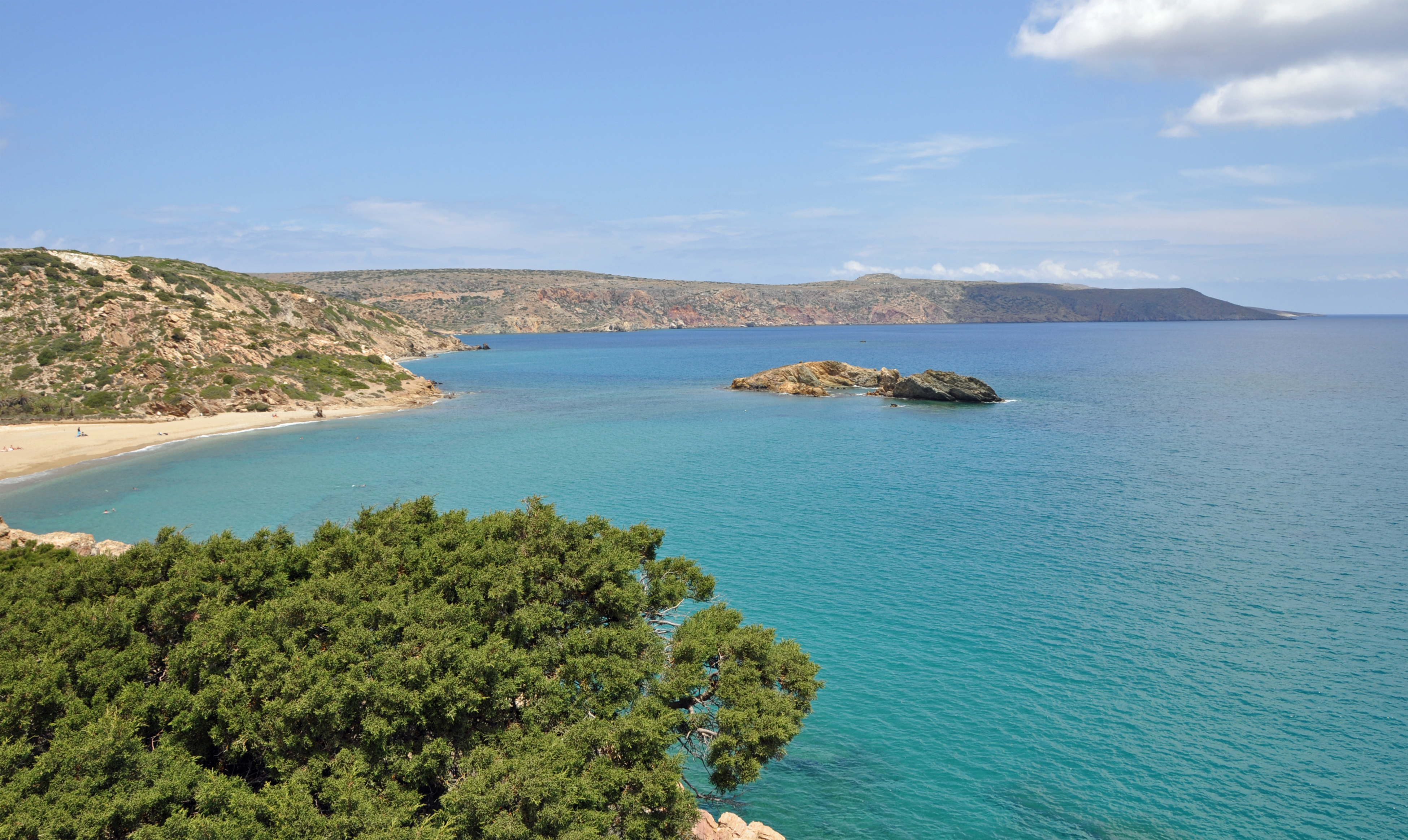
Palmová pláž Vai (Kréta)
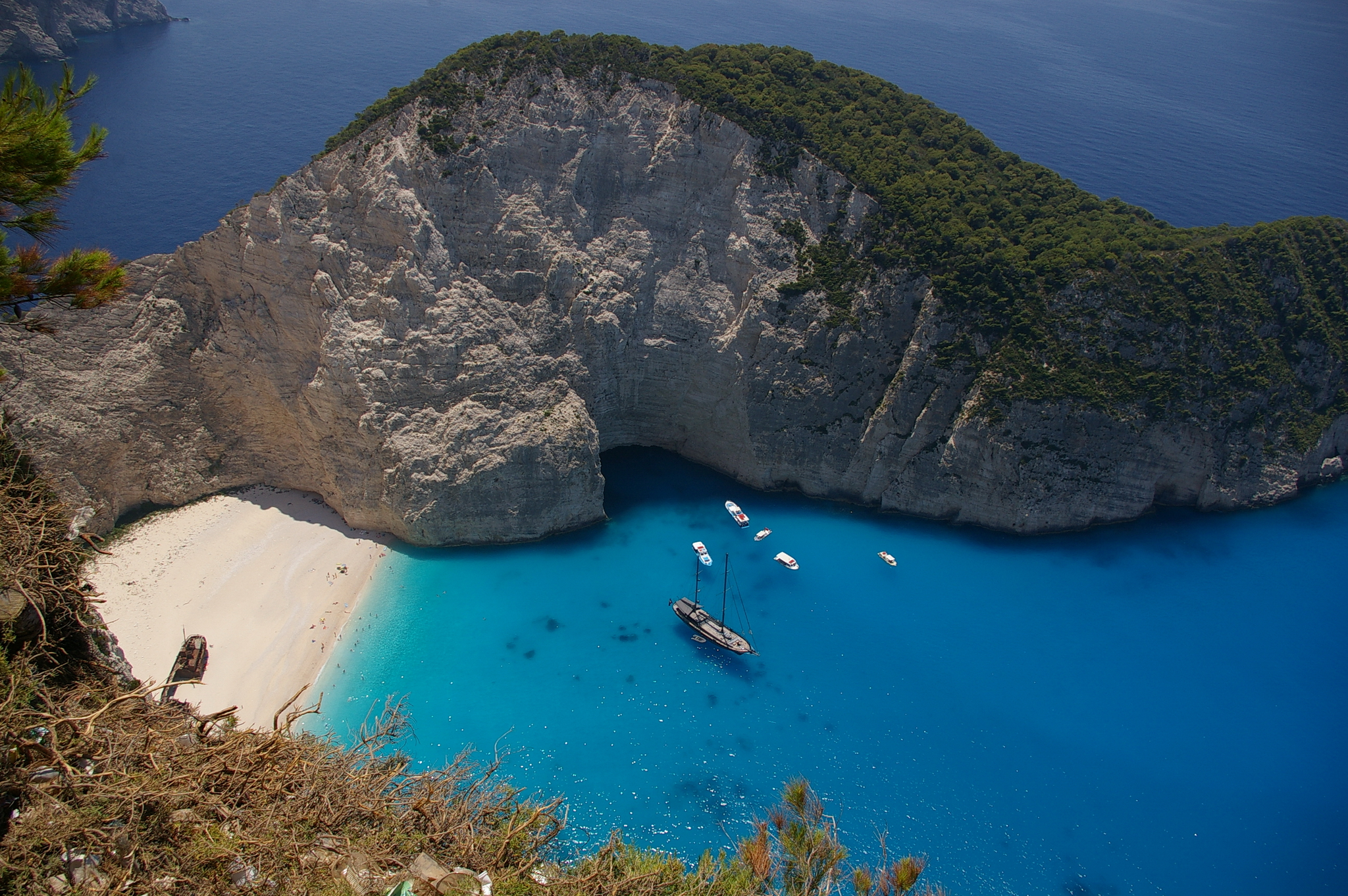
Navagio, Zakynthos
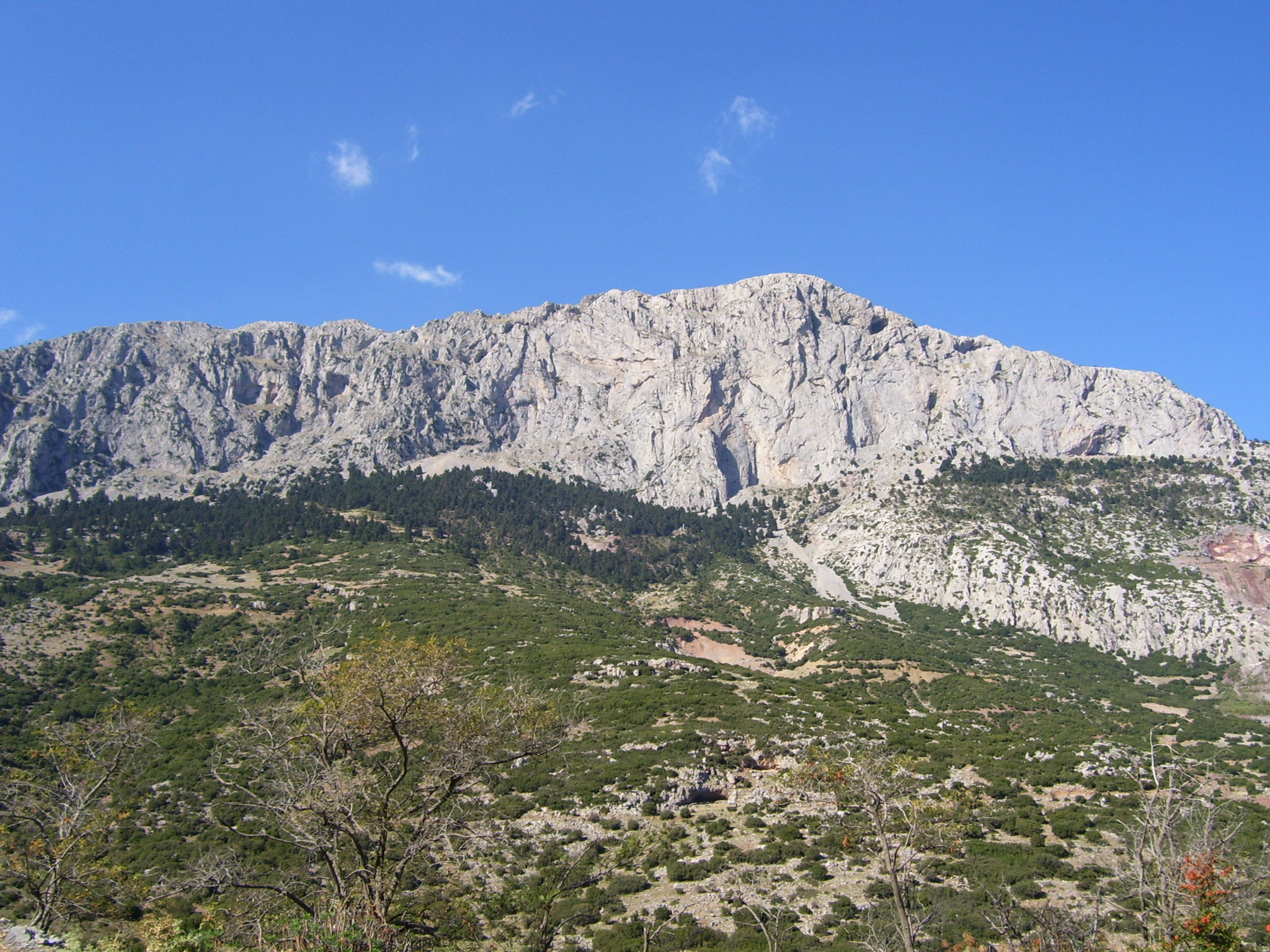
Parnas